# Cheikh M’Bengue
Cheikh M’Bengue (* 23. Juli 1988 in Toulouse) ist ein französisch-senegalesischer Fußballspieler.

## Karriere

### Vereine
In der Jugend kam M’Bengue 1996 von FA Roques zum FC Toulouse. 2007 gab er für Toulouse sein Profidebüt. M’Bengue wechselte 2013 zu Stade Rennes. 2016 wechselte er ligaintern zu AS Saint-Étienne, wo er drei Jahre unter Vertrag stand, bevor er am 9. Februar 2019 zum FC Shenzhen nach China wechselte.

### Nationalmannschaft
2009 erreichte er mit der französischen U-21-Nationalmannschaft das Endspiel des Turniers von Toulon. Nachdem M’Bengue einen Verbandswechsel beantragt hatte, debütierte er 2011 für die A-Nationalmannschaft von Senegal. Er nahm an den Afrikameisterschaften 2012 und 2015 teil.